# 本牧十二天
本牧十二天（ほんもくじゅうにてん）は、神奈川県横浜市中区の町名。「丁目」の設定のない単独町名である。住居表示実施済み区域。
かつて本牧神社があり、町名はその旧称「本牧十二天社」に由来する。本牧神社旧所在地は本牧十二天緑地となっている。

## 地理
中区の東部に位置し、北東に本牧ふ頭、南東に錦町、南西と北西に小港町と接している。

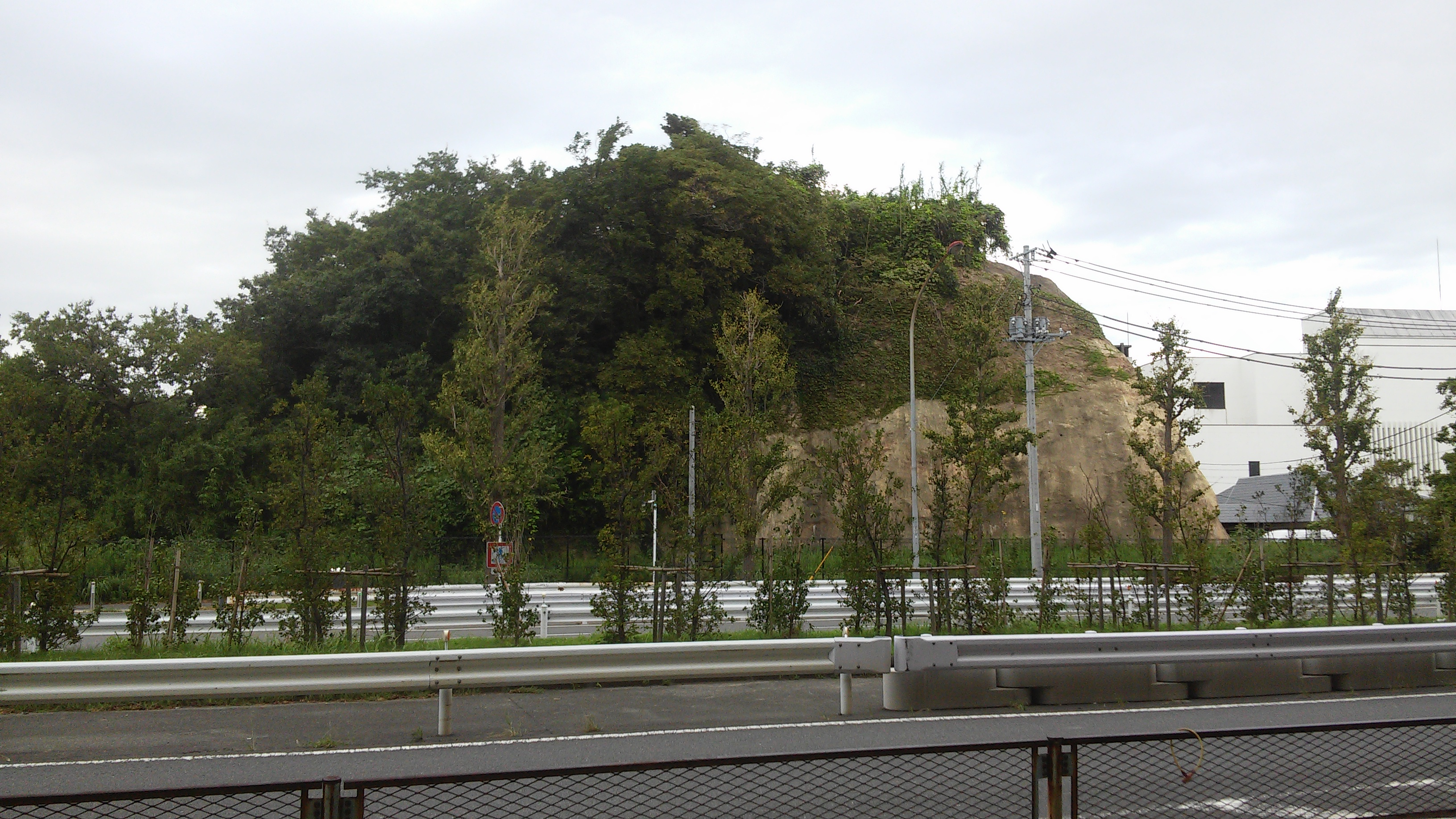
本牧十二天緑地東側、かつては海に面した断崖で「マンダリン・ブラフ」と呼ばれた

## 歴史

### 沿革
- 1933年（昭和8年）4月1日 - 本牧町字十二天、宮原の各一部をもって本牧十二天を新設[6]。
- 1986年（昭和61年）7月21日 - 住居表示を実施。小港町の一部を本牧十二天に編入。本牧十二天の一部を本牧原、本牧宮原へ編入[7]。

## 世帯数と人口
2025年（令和7年）6月30日現在（横浜市発表）の世帯数と人口は以下の通りである。
| 町丁       | 世帯数 | 人口 |
| ---------- | ------ | ---- |
| 本牧十二天 | 7世帯  | 9人  |

### 人口の変遷
国勢調査による人口の推移。
| 年                 | 人口                        |
| ------------------ | --------------------------- |
| 1995年（平成7年）  | 29                          |
| 2000年（平成12年） | 19                          |
| 2005年（平成17年） | 13                          |
| 2010年（平成22年） | 14                          |
| 2015年（平成27年） | 16                          |
| 2020年（令和2年）  | 0(秘匿のため本牧宮原と合算) |

### 世帯数の変遷
国勢調査による世帯数の推移。
| 年                 | 世帯数                      |
| ------------------ | --------------------------- |
| 1995年（平成7年）  | 12                          |
| 2000年（平成12年） | 8                           |
| 2005年（平成17年） | 7                           |
| 2010年（平成22年） | 5                           |
| 2015年（平成27年） | 9                           |
| 2020年（令和2年）  | 0(秘匿のため本牧宮原と合算) |

## 学区
市立小・中学校に通う場合、学区は以下の通りとなる（2024年11月時点）。
| 番・番地等 | 小学校             | 中学校             |
| ---------- | ------------------ | ------------------ |
| 全域       | 横浜市立大鳥小学校 | 横浜市立大鳥中学校 |

## 事業所
2021年現在の経済センサス調査による事業所数と従業員数は以下の通りである。
| 町丁       | 事業所数 | 従業員数 |
| ---------- | -------- | -------- |
| 本牧十二天 | 11事業所 | 271人    |

### 事業者数の変遷
経済センサスによる事業所数の推移。
| 年                 | 事業者数 |
| ------------------ | -------- |
| 2016年（平成28年） | 9        |
| 2021年（令和3年）  | 11       |

### 従業員数の変遷
経済センサスによる従業員数の推移。
| 年                 | 従業員数 |
| ------------------ | -------- |
| 2016年（平成28年） | 204      |
| 2021年（令和3年）  | 271      |

## 施設
- 本牧十二天緑地
- 横浜市中部水再生センター[17]

## その他

### 日本郵便
- 郵便番号：231-0803[3]（集配局：横浜港郵便局[18]）

### 警察
町内の警察の管轄区域は以下の通りである。
| 番・番地等 | 警察署     | 交番・駐在所 |
| ---------- | ---------- | ------------ |
| 全域       | 山手警察署 | 本牧ふ頭交番 |